# Semidalis candida
Semidalis candida is een insect uit de familie van de dwerggaasvliegen (Coniopterygidae), die tot de orde netvleugeligen (Neuroptera) behoort. 
De wetenschappelijke naam Semidalis candida is voor het eerst geldig gepubliceerd door Navás in 1916.